# Mindaugas Mizgaitis
Mindaugas Mizgaitis (n. 14 octombrie 1979, Kaunas, RSS Lituaniană, URSS) este un luptător ce a reprezentat Lituania, medaliat olimpic. A participat la 2 ediții ale Jocurilor Olimpice (2004, 2008) în care a câștigat o medalie de bronz.